# Demonax similioides
Demonax similioides là một loài bọ cánh cứng trong họ Cerambycidae.